# Filippo Magawly-Cerati
El conde Filippo Magawly-Cerati de Carly (Temora, cerca de Tullamore, condado de Offaly, 10 de diciembre de 1787 – Dublín, 30 de agosto de 1835) fue un político italiano de origen irlandés, al servicio del ducado de Parma.

## Biografía
Nació en el seno de una familia irlandesa. Hacia 1802 tras la muerte de su padre pasó al ducado de Parma. Contrajo matrimonio con la condesa Chiara Mazzucchini di Viadane, hija del conde Giuseppe Mazzucchini di Viadane y la condesa Fulvia Cerati. De este matrimonio nacerían dos hijos:
- Valerio (4 de agosto de 1809-), y
- Patricio Awly[1]

En 1814, Pio VII se encontraba sen Parma de camino a Roma y le encarga la misión de representarle ante el príncipe regente del Reino Unido, acerca de la necesidad de que Francia volviera a sus fronteras de 1792. En esta decisión pesa la amistad del pontífice con el tío materno de su esposa, Antonio Cerati y la condición de súbdito británico de Magawly. Al pasar por París de camino a Londres, conoce al emperador Francisco I de Austria, que le encarga redactar una memoria sobre Parma para entregarle en su vuelta de Londres. Francisco I de Austria encargó esta memoria debido a que su hija María Luisa, casada con el vencido Napoleón Bonaparte, le había sido otorgada la soberanía del ducado por el Tratado de Fontainebleau de 1814, tras la derrota de Napoleón.
Posteriormente volvió a Parma llegando a dirigir el gobierno del ducado hasta que fue relevado por Adam Albert von Neipperg, amante de María Luisa de Austria y que llegaría ser su segundo marido.
Moriría en Dublín en 1835.

## Órdenes y cargos

### Órdenes
- Sagrada Orden Militar Constantiniana de San Jorge.[2]
  - Gran juez
- Caballero de segunda clase de la Orden imperial de la Corona de Hierro.[2]

### Cargos
- Consejero íntimo actual de la duquesa de Parma.[2]
- Consejero íntimo actual del Emperador de Austria.[2]

### Individuales
1. ↑  Burke, John (1852). «Foreign Noblemen. Magawly-Cerati».  En 1093, ed. A Genealogical and Heraldic Dictionary of the Peerage and Baronetage of the British Empire (en inglés). Colburn & Company. Consultado el 21 de marzo de 2022.
2. 1 2 3 4  «Almanacco della ducal corte di Parma 1843». Almanacco della ducal corte di Parma (en italiano) (Tipografia ducale): 63. 1831. Consultado el 28 de noviembre de 2017.